# コンラート・メギ
コンラート・メギ（Konrad Vilhelm Mägi、1878年11月1日 - 1925年8月15日）はエストニアの画家である。  

## 略歴
エストニア南部、ヴァルガ県のHellenurmeで生まれた。タルトゥのドイツ人工芸家の組合で美術を学んだ後、ロシアのサンクトペテルブルクの工芸学校(Saint Petersburg Art and Industry Academy)に入学し、エストニア出身の彫刻家、アマンドゥス・アダムソン(Amandus Adamson)に彫刻を学ぶが革命運動への参加が疑われ退学、追放となった。フィンランドに移り1906年の夏、オーランドでエストニアのモダニズムの画家、ニコライ・トリイクと知り合い、彫刻を止め、絵画に専念することになった。1907年にしばらくパリに滞在し、1908年から1910年の間、ノルウェーに滞在した後、1912年からパリで活動し、アカデミー・コラロッシやロシアの画家、マリエ・ワシーリエフが設立した、アカデミー・ルッス(Académie Russe) などの私立の美術学校で学んだ。当時の画家が多く集まったノルマンディも訪れ、印象主義やフォーヴィズムやセザンヌの作品から影響を受けた。
1912年までフランスに滞在した後、エストニアに戻りタルトゥに住んだ。1912年と1913年の夏はバルト海のサーレマー島で過ごし風景を描いた。1916年と1917年の夏は友人の画家とエストニア南部のKasaritsaで過ごした。
エストニアのロシアからの独立後、タルトゥに設立された美術学校、「Pallas」の設立に参加し、初代の校長に就任した。1921年にイタリアを旅し、イタリアの風景画を描いた。1925年にタルトゥで45歳で亡くなった。

## 作品

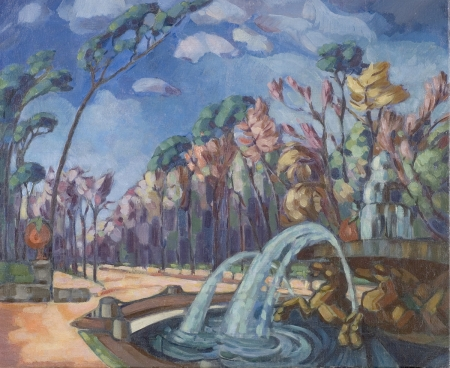
公園の噴水
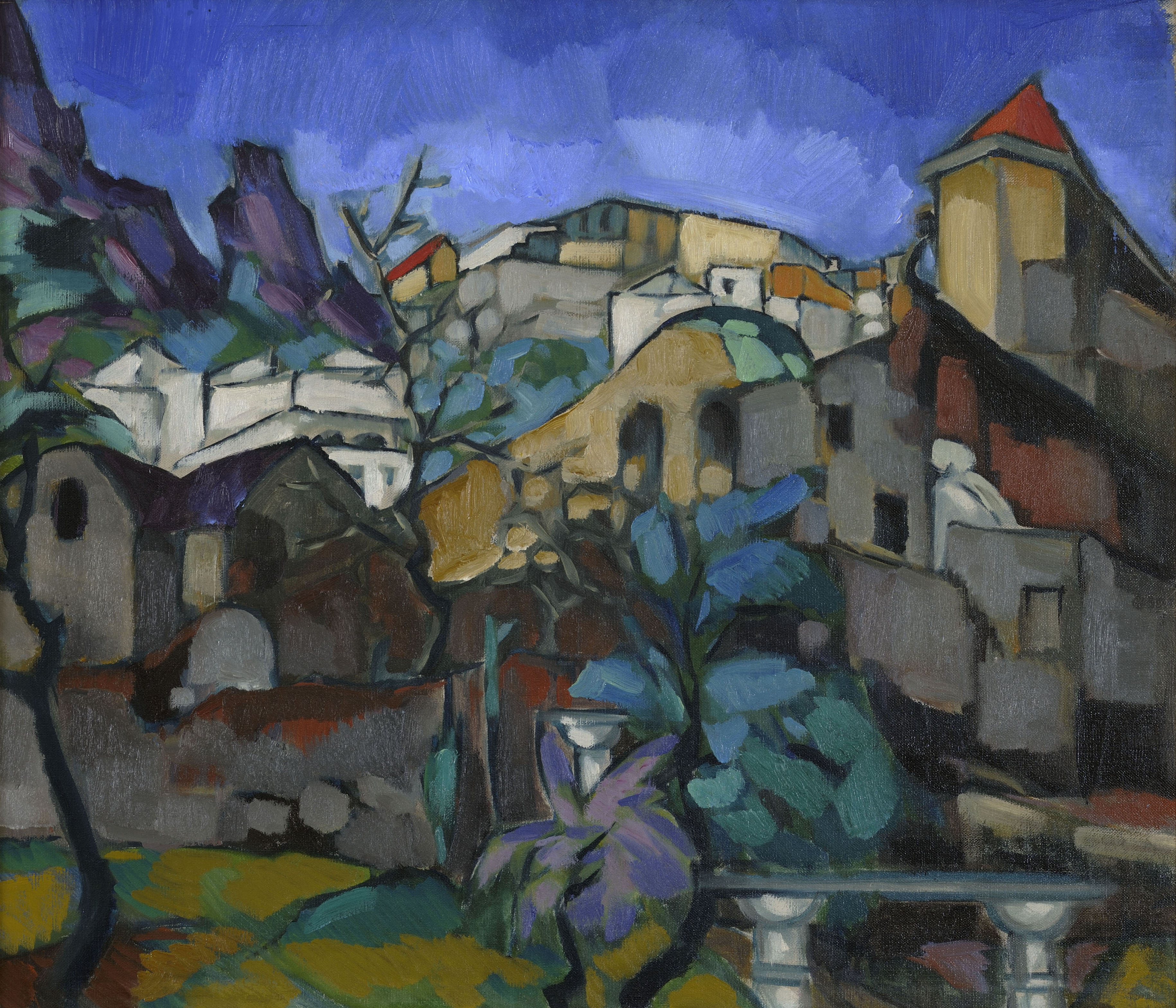
カプリの風景 (1922/1923).
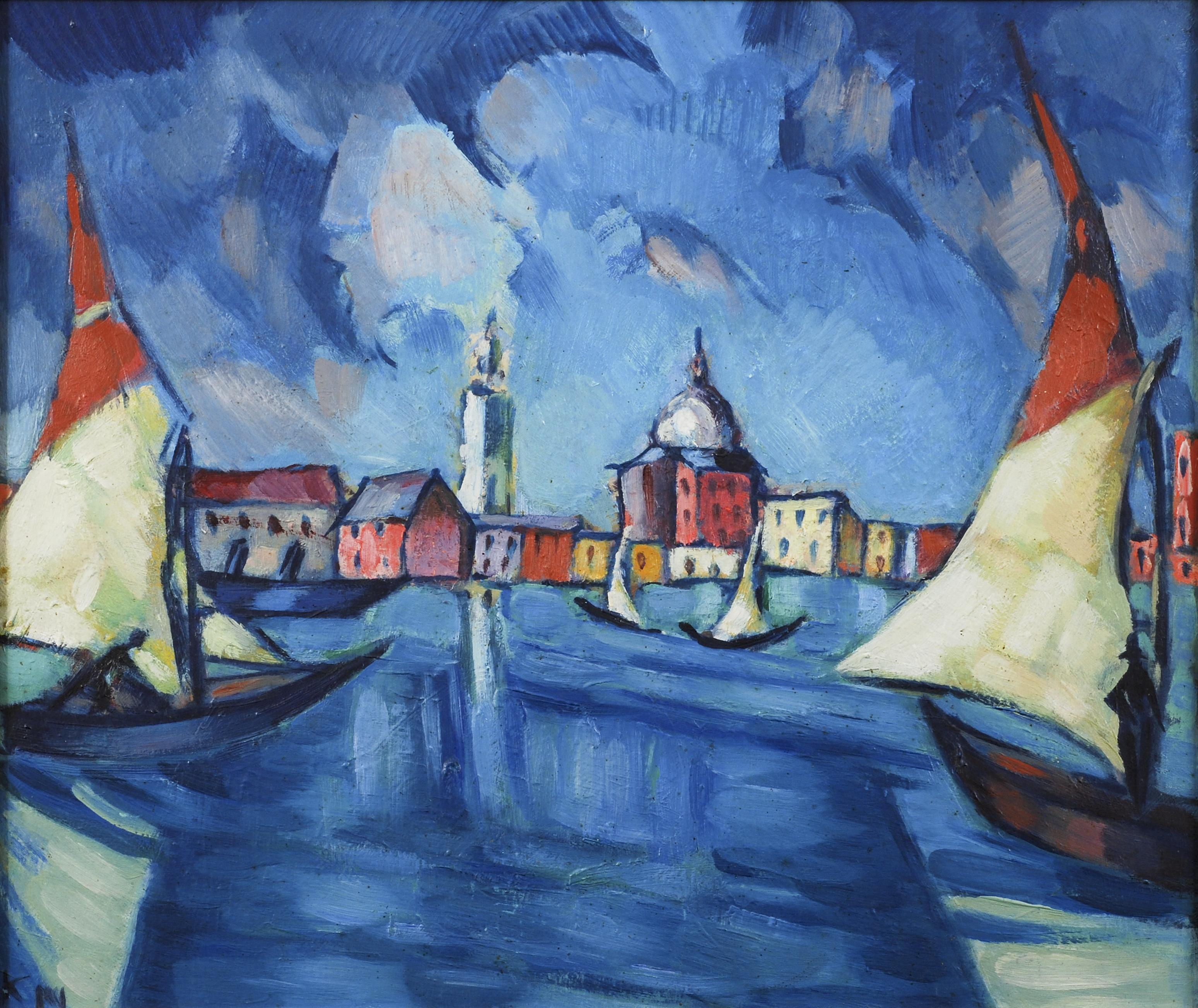
ヴェネツィア
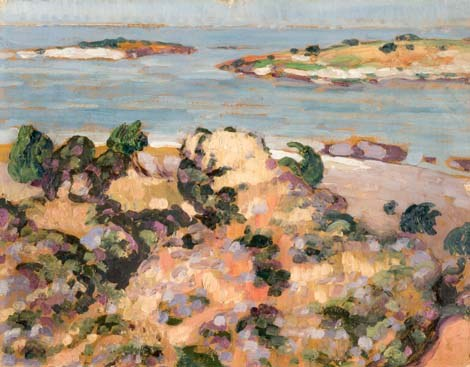
サーレマー島の海岸